# David Cameron (remero)
David Allen Cameron (Maclean, 11 de marzo de 1974) es un deportista australiano que compitió en remo. Estuvo casado con la esquiadora Zali Steggall.
Ganó una medalla de plata en el Campeonato Mundial de Remo de 1997, en la prueba de dos con timonel.

## Palmarés internacional
| Campeonato Mundial | Campeonato Mundial     | Campeonato Mundial | Campeonato Mundial |
| Año                | Lugar                  | Medalla            | Prueba             |
| ------------------ | ---------------------- | ------------------ | ------------------ |
| 1997               | Aiguebelette (Francia) | Medalla de plata   | Dos con timonel    |